# Mentao
Mentao est une commune située dans le département de Pobé-Mengao, dans la province du Soum, région du Sahel, au Burkina Faso.

## Géographie
La commune est traversée par la route nationale 22.

## Histoire

### Camps de Mentao
Mentao désigne aussi l’un des onze camps de réfugiés du Burkina Faso établi autour du village en janvier 2012, après la Rébellion touarègue de 2012. Ce camp s’étendait en plein désert sur plus de cent kilomètres, tant et si bien que l’on divisa la zone en deux secteurs : Mentao-Nord et Mentao-Sud.